# Cornelius Pieter Schrevelius
Cornelius Pieter Schrevelius (Leiden, 1682 – Oost-Indië, 28 november 1716) was een Nederlands schrijver, publicist en predikant.
Hij werd geboren als zoon van Pieter Schrevelius en Petronella van Hoeck. Zijn vader overleed kort na zijn geboorte, waarna zijn moeder in 1685 hertrouwde met Johannes Geselle. Cornelius studeerde theologie. Hij trouwde met Susanna Isabella Bul uit Leiden en ging naar Engeland waar hij in 1708 in Colchester werd beroepen als dominee van de Nederlandse gemeente. De preek die hij bij die gelegenheid hield, werd door Bernard Mandeville in het Engels vertaald. In 1709 werd een zoon Petrus Theodorus geboren. In 1711 werd Schrevelius naar Londen beroepen, maar in april 1714 vertrok hij als predikant naar Oost-Indië, waar hij twee jaar later overleed.

## Werken
Van Schrevelius zijn de volgende geschriften in druk uitgegeven:
- De klugtige schoenlapper, of De nieuwe hondeslager, Leiden: H. van Damme 1702
- Lijktranen, op het ontijdig afsterven van sijn majesteit Wilhelm de III, Leiden: H. van Damme [1702]
- Loftriomph, uitgebazuint over de roemrugtige en heerlijke daden van den [...] oorlogsheld Johan Curchil, prins en hertog van Marlborough, Leiden: H. van Damme 1705
- A sermon preach’d at Colchester, to the Dutch congregation: On February 1, 1708. By the reverend C. Schrevelius; ... And translated into English, by B.M.M.D., [London 1708]